# Gunnar Kahlmeter
Thore Gunnar Kahlmeter, född 10 augusti 1885, död 6 oktober 1951, var en svensk läkare.
Kahlmeter blev medicine doktor vid Karolinska institutet 1918 med avhandlingen Bidrag till kännedomen om spondylitis deformans. Han var överläkare vid Sabbatsbergs sjukhus 1919–1924, vid Åsö sjukhus 1925–1943 och vid Södersjukhuset från 1943.  Kahlmeter blev docent vid Karolinska institutet 1927 och tilldelades professors namn 1946. Han utgav förutom ett stort antal artiklar i fackpressen De reumatiska sjukdomarna (1929, andra upplagan 1943). Kahlmeter blev riddare av Nordstjärneorden 1929 och kommendör av andra klassen av Vasaorden 1945.